# Statistiche della terza divisione inglese di calcio
Questa pagina raccoglie statistiche e record significativi riguardanti il campionato di calcio inglese di terza divisione.

## Squadre partecipanti
Sono 114 i club che hanno preso parte ai campionati di terzo livello inglese dal 1920/21 al 2023/24 (in grassetto le squadre partecipanti all'edizione 2023/2024):
- 75: Walsall
- 69: AFC Bournemouth[1]
- 66: Bristol Rovers, Swindon Town
- 65: Gillingham
- 61: Southend United
- 59: Tranmere Rovers
- 58: Reading
- 57: Brentford
- 56: Chesterfield
- 55: Brighton & Hove Albion, Wrehxam
- 51: Northampton Town
- 49: Exeter City
- 48: Rotherham United
- 47: Crewe Alexandra
- 46: Port Vale, Watford
- 45: Bristol City, Oldham Athletic, Rochdale
- 44: Plymouth Argyle, Shrewsbury Town
- 43: Hartlepool United, Leyton Orient[2], Millwall
- 42: Carlisle United, Halifax Town, Mansfield Town
- 41: Bradford City
- 40: Doncaster Rovers, Newport County, Stockport County
- 39: Queens Park Rangers
- 38: Colchester United, York City
- 37: Accrington Stanley
- 36: Lincoln City
- 35: Chester City
- 34: Notts County, Southport, Torquay United
- 33: Barrow, Crystal Palace, Peterborough United
- 32: Darlington
- 31: Luton Town
- 30: Bury
- 29: Coventry City, Hull City, Norwich City
- 28: Blackpool, Grimsby Town
- 27: Swansea City[3]
- 26: Barnsley
- 24: Aldershot, Charlton Athletic, Scunthorpe United[4]
- 23: Gateshead, Huddersfield Town, Oxford United, Preston North End
- 22: Wigan Athletic
- 21: New Brighton
- 20: Cardiff City
- 19: Portsmouth
- 18: Fulham, Wycombe Wanderers
- 16: Bradford Park Avenue
- 15: Bolton Wanderers, Ipswich Town, Milton Keynes Dons
- 12: Cambridge United
- 11: Sheffield United, Sheffield Wednesday, Southampton
- 10: Burnley, Fleetwood Town, Merthyr Town, Wigan Borough, Workington
- 9: Nelson, Yeovil Town
- 8: AFC Wimbledon[5], Ashington, Stoke City
- 7: Burton Albion, Cheltenham Town, Durham City
- 6: Aberdare Athletic, Blackburn Rovers, Derby County
- 5: Hereford United, Nottingham Forest, Sunderland
- 4: Birmingham City, Stevenage, Wolverhampton Wanderers
- 3: Crawley Town, Leeds United
- 2: Aston Villa, Middlesbrough, Morecambe, Rotherham County, Stalybridge Celtic, Thames, West Bromwich Albion
- 1: Barnet, Dagenham & Redbridge, Forest Green Rovers, Leicester City, Macclesfield Town, Manchester City, Rushden & Diamonds

## Albo d'oro
Sono 65 le squadre ad essersi aggiudicato almeno uno dei 96 campionati di terza divisione inglese, che sono stati disputati a partire dal 1920-21 fino alla stagione 2022/2023.
- 5 volte: Plymouth Argyle
- 4 volte: Bristol City, Doncaster Rovers, Hull City, Wigan Athletic
- 3 volte: Barnsley, Brighton & Hove Albion, Charlton Athletic, Coventry City, Grimsby Town, Lincoln City, Luton Town, Millwall, Portsmouth, Reading, Swansea City, Wolverhampton Wanderers
- 2 volte: Bradford City, Brentford, Bristol Rovers, Bury, Chesterfield, Fulham, Ipswich Town, Leyton Orient, Norwich City, Notts County, Oldham Athletic, Oxford United, Port Vale, Preston North End, Queens Park Rangers, Rotherham United, Scunthorpe United, Southampton, Stockport County, Stoke City, Watford
- 1 volta: Aston Villa, Birmingham City, Blackburn Rovers, Bolton Wanderers, Bournemouth, Bradford Park Avenue, Burnley, Cambridge United, Cardiff City, Carlisle United, Crystal Palace, Darlington, Derby County, Hereford United, Leicester City, Mansfield Town, Nelson FC, Newport County, Northampton Town, Nottingham Forest, Sheffield United, Shrewsbury Town, Southend United, Sunderland, Swindon Town, Tranmere Rovers, Wrexham

### Squadre pluripromosse
Di seguito si riporta l'elenco delle squadre promosse in due o più occasioni nella categoria superiore.
- 8 volte: Bristol City, Millwall
- 7 volte: Barnsley, Brighton & Hove Albion, Hull City, Plymouth Argyle, Rotherham United
- 6 volte: Charlton Athletic, Grimsby Town
- 5 volte: Doncaster Rovers
- 4 volte: Cardiff City, Fulham, Luton Town, Notts County, Peterborough United, Port Vale, Reading, Sheffield Wednesday, Swansea City, Swindon Town, Walsall, Wigan Athletic
- 3 volte: Blackburn Rovers, Bolton Wanderers, Bradford City, Brentford, Bristol Rovers, Burnley, Bury, Coventry City, Crystal Palace, Huddersfield Town, Ipswich Town, Lincoln City, Norwich City, Portsmouth, Queens Park Rangers, Scunthorpe United, Southampton, Sheffield United, Stockport County, Stoke City, Watford, Wolverhampton Wanderers
- 2 volte: Birmingham City, Blackpool, Bournemouth, Cambridge United, Carlisle United, Chesterfield, Crewe Alexandra, Derby County, Leyton Orient, Middlesbrough, Nottingham Forest, Oldham Athletic, Preston North End, Southend United, Sunderland, Tranmere Rovers

### Vittorie e piazzamenti
| Squadra            | 1° | 2° | 3° | Tot. |
| ------------------ | -- | -- | -- | ---- |
| Plymouth           | 5  | 8  | 3  | 16   |
| Bristol City       | 4  | 5  | 5  | 14   |
| Doncaster          | 4  | 2  | 2  | 8    |
| Hull City          | 4  | 2  | 2  | 8    |
| Wigan              | 4  | /  | /  | 4    |
| Reading            | 3  | 5  | 4  | 12   |
| Brighton           | 3  | 5  | 2  | 10   |
| Millwall           | 3  | 3  | 5  | 11   |
| Barnsley           | 3  | 3  | /  | 6    |
| Grimsby Town       | 3  | 2  | 3  | 8    |
| Luton Town         | 3  | 2  | 2  | 7    |
| Coventry City      | 3  | 1  | 1  | 5    |
| Charlton           | 3  | /  | 3  | 6    |
| Swansea City       | 3  | /  | 2  | 5    |
| Portsmouth         | 3  | /  | 1  | 4    |
| Lincoln City       | 3  | /  | /  | 3    |
| Wolverhampton      | 3  | /  | /  | 3    |
| Rotherham Utd      | 2  | 6  | /  | 8    |
| Brentford          | 2  | 4  | 5  | 11   |
| Stockport County   | 2  | 3  | 4  | 9    |
| QPR                | 2  | 2  | 5  | 9    |
| Port Vale          | 2  | 2  | 3  | 7    |
| Norwich City       | 2  | 2  | 2  | 6    |
| Notts County       | 2  | 2  | 1  | 5    |
| Southampton        | 2  | 2  | 1  | 5    |
| Watford            | 2  | 1  | 2  | 5    |
| Bristol Rovers     | 2  | 1  | 1  | 4    |
| Chesterfield       | 2  | 1  | 1  | 4    |
| Fulham             | 2  | 1  | 1  | 4    |
| Ipswich Town       | 2  | 1  | 1  | 4    |
| Leyton Orient      | 2  | 1  | 1  | 4    |
| Oxford Utd         | 2  | 1  | /  | 3    |
| Bury               | 2  | 1  | /  | 3    |
| Preston N.E.       | 2  | /  | 2  | 4    |
| Scunthorpe Utd     | 2  | /  | 3  | 5    |
| Bradford City      | 2  | /  | 2  | 4    |
| Oldham Athletic    | 2  | /  | 2  | 4    |
| Stoke City         | 2  | /  | /  | 2    |
| Crystal Palace     | 1  | 4  | 1  | 6    |
| Bournemouth        | 1  | 2  | 3  | 6    |
| Northampton Town   | 1  | 2  | 2  | 5    |
| Blackburn          | 1  | 2  | 1  | 4    |
| Bradford PA        | 1  | 2  | 1  | 4    |
| Swindon Town       | 1  | 2  | 1  | 4    |
| Bolton             | 1  | 2  | /  | 3    |
| Cardiff City       | 1  | 2  | /  | 3    |
| Wrexham            | 1  | 1  | 3  | 5    |
| Sheffield Utd      | 1  | 1  | 2  | 4    |
| Southend Utd       | 1  | 1  | 2  | 4    |
| Carlisle Utd       | 1  | 1  | 1  | 3    |
| Darlington         | 1  | 1  | 1  | 3    |
| Derby County       | 1  | 1  | 1  | 3    |
| Mansfield Town     | 1  | 1  | 1  | 3    |
| Birmingham City    | 1  | 1  | /  | 2    |
| Burnley            | 1  | 1  | /  | 2    |
| Cambridge Utd      | 1  | 1  | /  | 2    |
| Nelson FC          | 1  | 1  | /  | 2    |
| Nottingham Forest  | 1  | 1  | /  | 2    |
| Shrewsbury Town    | 1  | /  | 3  | 4    |
| Tranmere           | 1  | /  | 3  | 4    |
| Aston Villa        | 1  | /  | /  | 1    |
| Hereford Utd       | 1  | /  | /  | 1    |
| Leicester City     | 1  | /  | /  | 1    |
| Newport County     | 1  | /  | /  | 1    |
| Sunderland         | 1  | /  | /  | 1    |
| Walsall            | /  | 2  | 4  | 6    |
| Accrington Stanley | /  | 2  | 2  | 4    |
| Gateshead          | /  | 2  | /  | 2    |
| Middlesbrough      | /  | 2  | /  | 2    |
| Peterborough Utd   | /  | 2  | /  | 2    |
| Rochdale           | /  | 2  | /  | 2    |
| Chester City       | /  | 1  | 4  | 5    |
| MK Dons            | /  | 1  | 2  | 3    |
| Sheffield Weds     | /  | 1  | 2  | 3    |
| Colchester Utd     | /  | 1  | 1  | 2    |
| Crewe Alexandra    | /  | 1  | 1  | 2    |
| Halifax Town       | /  | 1  | 1  | 2    |
| AFC Wimbledon      | /  | 1  | /  | 1    |
| Burton Albion      | /  | 1  | /  | 1    |
| Exeter City        | /  | 1  | /  | 1    |
| Hartlepool Utd     | /  | 1  | /  | 1    |
| Leeds Utd          | /  | 1  | /  | 1    |
| Torquay Utd        | /  | 1  | /  | 1    |
| Blackpool          | /  | /  | 3  | 3    |
| Huddersfield Town  | /  | /  | 3  | 3    |
| Gillingham         | /  | /  | 1  | 1    |
| Manchester City    | /  | /  | 1  | 1    |
| New Brighton AFC   | /  | /  | 1  | 1    |
| Wycombe            | /  | /  | 1  | 1    |
| York City          | /  | /  | 1  | 1    |

#### Club campioni d'Inghilterra vincitori della terza divisione inglese
- Aston Villa
- Blackburn Rovers
- Burnley
- Derby County
- Ipswich Town
- Leicester City
- Nottingham Forest
- Portsmouth
- Preston North End
- Sunderland
- Wolverhampton Wanderers

#### Risultati ottenuti dai club di terza divisione inglese in FA Cup
Semifinale (8 volte)
- Chesterfield (1996-97)
- Millwall (1936-37)
- Norwich City (1958-59)
- Plymouth Argyle (1983-84)
- Port Vale (1953-54)
- Sheffield United (2013-14)
- Wycombe Wanderers (2000-01)
- York City (1958-59)

#### Risultati ottenuti dai club di terza divisione inglese in League Cup
Vittoria (2 volte)
- Queens Park Rangers (1966-1967)
- Swindon Town (1968-1969)

Finale (3 volte)
- Aston Villa (1970-1971)
- Queens Park Rangers (1966-1967)
- Swindon Town (1968-1969)

## Record di squadra

### Partecipazioni
- Il Walsall detiene il record di partecipazioni totali (75 stagioni) nella terza divisione inglese.
- Il Bournemouth detiene il record di partecipazioni consecutive (40 stagioni dal 1923-24 al 1968-69) nella terza divisione inglese.

### Imbattibilità
- Miglior serie di risultati positivi: Bristol Rovers (32 nel 1972-73)

### Vittorie
- Maggior numero di vittorie in un campionato: Doncaster Rovers (33 in 42 gare nel 1946-47).
- Maggior numero di vittorie consecutive: Reading (13 nel 1985-86).
- Maggior numero di vittorie casalinghe consecutive: Bradford Park Avenue (25 nel 1926-27).
- Maggior numero di vittorie esterne consecutive: Doncaster Rovers (9 nel 1938-39).
- Maggior numero di vittorie iniziali consecutive: Reading (13 nel 1985-86).
- Minor numero di vittorie in un campionato: Rochdale (2 in 46 gare nel 1973-74).

### Sconfitte
- Minor numero di sconfitte: Doncaster Rovers (3 in 42 gare nel 1946-47), Port Vale (3 in 46 gare nel 1953-54), Wolverhampton Wanderers (3 in 42 gare nel 1923-24).
- Maggior numero di sconfitte in un campionato: Cambridge United (33 in 46 gare nel 1984-85), Chester City (33 in 46 gare nel 1992-93),  Oxford United (33 in 46 gare nel 2000-01), Rochdale (33 in 40 gare nel 1931-32).
- Maggior numero di sconfitte consecutive: Rochdale (17 nel 1931-32).
- Maggior numero di sconfitte casalinghe consecutive: Rochdale (14 nel 1931-32).
- Maggior numero di sconfitte esterne consecutive: Nelson FC (24 nel 1929-30).
- Maggior numero di sconfitte iniziali consecutive: Barnet (10 nel 1993-94).

### Pareggi
- Maggior numero di pareggi in un campionato: Carlisle United (22 in 46 in gare nel 1978-79), Chester City (22 in 46 in gare nel 1977-78), Scunthorpe United (22 in 46 gare nel 2011-12), Tranmere Rovers (22 in 46 in gare nel 1970-71).
- Maggior numero di pareggi consecutivi: Birmingham City (8 nel 1990-91), Torquay United (8 nel 1969-70).
- Maggior numero di pareggi casalinghi consecutivi: Crystal Palace (7 nel 1961-62).
- Maggior numero di pareggi esterni consecutivi: Halifax Town (7 nel 1973-74).
- Maggior numero di pareggi iniziali consecutivi: Port Vale (5 nel 1975-76).

### Prolificità
- Maggior numero di gol segnati in un campionato: Bradford City (128 in 42 gare nel 1928-29).
- Maggior numero di gol segnati in casa: Millwall (87 in 21 gare nel 1927-28).
- Maggior numero di gol segnati in trasferta: Doncaster Rovers (56 in 21 gare nel 1933-34).
- Minor numero di gol segnati in un campionato: Coventry City (27 in 46 gare nel 2016-17), Stockport County (27 in 46 gare nel 1969-70).
- Minor numero di gol segnati in trasferta: Exeter City (4 in 21 gare nel 1923-24).

### Inviolabilità
- Maggior numero di gol subiti in un campionato: Nelson FC (136 in 42 gare nel 1927-28).
- Minor numero di gol subiti in un campionato: Port Vale (21 in 46 gare nel 1953-54), Southampton (21 in 42 gare nel 1921-22), Stockport County (21 in 38 gare nel 1921-22).
- Minor numero di gol subiti in casa: Port Vale (5 in 23 gare nel 1953-54).
- Minor numero di gol subiti in trasferta: Wigan Athletic (9 in 23 gare nel 2002-03).
- Maggior numero di clean sheets in un campionato: Port Vale (30 in 46 gare nel 1953-54).
- Maggior numero di clean sheets consecutivi: Millwall (11 nel 1925-26), York City (11 nel 1973-74).

## Massimi e minimi

### Squadre
- Campionati a 24 squadre
  - Maggior numero di punti nei campionati con 3 punti a vittoria Birmingham city
  - (111 su 138 nel 2024-25)
  - Maggior numero di punti nei campionati con 2 punti a vittoria: Rotherham United (71 su 92 nel 1950-51)
  - Maggior numero di vittorie: Birmingham city (34 in 46 gare nel 24-25)
  - Maggior numero di gol segnati: Lincoln City (121 in 46 gare nel 1951-52)
  - Minor numero di gol subiti: Port Vale (21 in 46 gare nel 1953-54)
  - Maggior numero di clean sheets: Port Vale (30 in 46 gare nel 1953-54).
  - Minor numero di sconfitte: Port Vale (3 in 46 nel 1953-54)
  - Minor numero di punti nei campionati con 3 punti a vittoria: Cambridge United (21 su 138 nel 1984-85)
  - Minor numero di punti nei campionati con 2 punti a vittoria: Crewe Alexandra (21 su 92 nel 1956-57) e Rochdale (21 su 92 nel 1973-74)
  - Minor numero di vittorie: Rochdale (2 in 46 gare nel 1973-74)
  - Maggior numero di sconfitte: Cambridge United (33 in 46 gare nel 1984-85), Chester City (33 in 46 gare nel 1992-93) e Oxford United (33 in 46 gare nel 2000-01)
  - Minor numero di gol segnati: Coventry City (27 in 46 gare nel 2016-17), Stockport County (27 in 46 gare nel 1969-70)
  - Maggior numero di gol subiti: Accrington Stanley (123 in 46 gare nel 1959-60)
- Campionati a 22 squadre
  - Maggior numero di punti: Doncaster Rovers (72 su 84 nel 1946-47)
  - Maggior numero di vittorie: Doncaster Rovers (33 in 42 gare nel 1946-47)
  - Minor numero di sconfitte: Wolverhampton Wanderers (3 in 42 gare nel 1923-24) e Doncaster Rovers (3 in 42 gare nel 1946-47)
  - Maggior numero di gol segnati: Bradford City (128 in 42 gare nel 1928-29)
  - Minor numero di gol subiti: Southampton (21 in 42 gare nel 1921-22)
  - Minor numero di punti: Rochdale (11 su 80 nel 1931-32)[6]
  - Minor numero di vittorie: Rochdale (4 in 40 gare nel 1931-32)[6]
  - Maggior numero di sconfitte: Rochdale (33 in 40 gare nel 1931-32)[6]
  - Minor numero di gol segnati: Crewe Alexandra (32 in 42 gare nel 1923-24)
  - Maggior numero di gol subiti: Nelson FC (136 in 42 gare nel 1927-28)
- Campionati a 20 squadre
  - Maggior numero di punti: Stockport County (56 su 76 nel 1921-22)
  - Maggior numero di vittorie: Stockport County (24 in 38 gare nel 1921-22) e Nelson FC (24 su 38 nel 1922-23)
  - Minor numero di sconfitte: Stockport County (6 in 38 gare nel 1921-22)
  - Maggior numero di gol segnati: Darlington (81 in 38 gare nel 1921-22)
  - Minor numero di gol subiti: Stockport County (21 in 38 gare nel 1921-22)
  - Minor numero di punti: Rochdale (26 su 76 nel 1921-22)
  - Minor numero di vittorie: Durham City (9 in 38 gare nel 1922-23) e Tranmere Rovers (9 in 38 gare nel 1921-22)
  - Maggior numero di sconfitte: Rochdale (23 in 38 gare nel 1921-22)
  - Minor numero di gol segnati: Southport (32 in 38 gare nel 1922-23)
  - Maggior numero di gol subiti: Ashington (77 in 38 gare nel 1922-23) e Rochdale (77 in gare nel 1921-22)

### Partite
- Maggior numero di gol segnati in una partita (17): 
  - Tranmere Rovers-Oldham Athletic 13-4 (1935-36)
- Vittoria in casa con maggior scarto di gol (13):
  - Stockport County-Halifax Town 13-0 (1933-34)
- Vittoria in trasferta con maggior scarto di gol (9): 
  - Accrington Stanley-Barnsley 0-9 (1933-34)
- Maggior afflusso di pubblico in una partita di campionato: (49309 spettatori)
  - Sheffield Wednesday-Sheffield United 4-0 (Hillsborough Stadium, 26 dicembre 1979, stagione 1979-80)[7]
- Maggior afflusso di pubblico in una finale dei play off: (76155 spettatori) 
  - Charlton Athletic-Sunderland 2-1 (Wembley Stadium, 26 maggio 2019, stagione 2018-19)
- Minor afflusso di pubblico in una partita di campionato: (469 spettatori)
  - Thames AFC-Luton Town 1-0 (West Ham Stadium di Londra-Newham, 6 dicembre 1930, stagione 1930-31)[8]

### Individuali
- Miglior realizzatore in un campionato
  - Campionato a 20 squadre:  Jimmy Carmichael (Grimsby Town) con 37 gol nel 1921-22
  - Campionato a 22 squadre:  Ted Harston (Mansfield Town) con 55 gol nel 1936-37
  - Campionato a 24 squadre:  Ted Phillips (Ipswich Town) con 42 gol nel 1956-57
- Miglior realizzatore in una partita di campionato
  - Joe Payne (10 gol in Luton Town-Bristol Rovers 12-0 del 13 aprile 1936, stagione 1935-36)[9]